# Sawrijan Alexejewitsch Danilow
Sawrijan Alexejewitsch Danilow (russisch Савриян Алексеевич Данилов; engl. Transkription Savriyan Alexeyevich Danilov, * 3. Juni 2000 in Moskau) ist ein russischer Tennisspieler.

## Karriere
Danilow spielte bereits auf der ITF Junior Tour Tennis, auf der er einmal, 2018 in Wimbledon, im Hauptfeld eines Grand-Slam-Turniers spielte, jedoch in Einzel und Doppel jeweils früh ausschied. Seine beste Platzierung bei den Junioren war der 43. Rang, den er im Juni 2018 erreichte.
Im selben Jahr spielte er auch erste Turniere bei den Profis, allesamt auf der drittklassigen ITF Future Tour. Zweimal erreichte er das Halbfinale, wodurch erst sich erstmals in der Weltrangliste platzieren konnte. Im Jahr 2019 zog er zwei weitere Male in ein Halbfinale ein, ehe er zunächst noch im Finale scheiterte, dann jedoch im September das erste Mal einen Future-Titel gewinnen konnte. Bei seiner dritten Teilnahme an einem Turnier der ATP Challenger Tour Ende September in Nur-Sultan konnte Danilow auch erstmals in die zweite Runde einziehen. Zu seinem bislang einzigen Auftritt auf der ATP Tour kam er im Oktober in seiner Heimatstadt Moskau, wo er von den Turnierverantwortlichen eine Wildcard für die Doppelkonkurrenz erhielt. An der Seite von Roman Safiullin unterlag er der Paarung aus Simone Bolelli und Andrés Molteni. In der Weltrangliste steht er im Einzel aktuell mit Rang 558 auf seinem Karrierehoch. Im Doppel stand er mit Platz 758 im August am höchsten.